# ای-۲۲ فاکسبات
ای-۲۲ فاکسبات (به انگلیسی: Aeroprakt_A-22_Foxbat) یک هواگرد ملخ‌پیشین تک‌موتوره از نوع ورزشی سبک ساخت شرکت Aeroprakt است. هواگرد ای-۲۲ فاکسبات نخستین پروازش را در ۲۱ اکتبر ۱۹۹۶ میلادی انجام داد. این هواگرد در سال ۱۹۹۹ میلادی رسماً معرفی گردید و از سال ۲۰۰۰ تاکنون تولید شده‌است.
طراح این هواگرد، Yuri Yakovlev بود.